# MIT Press
MIT Press er et amerikansk forlag i Boston. Det hører til ved det amerikanske tekniske universitet Massachusetts Institute of Technology og udgiver bøger og tidsskrifter indenfor teknik og naturvidenskab. 
Blandt forlagets vigtige tidsskrifter finde man Journal of Cognitive Neuroscience og Neural Computation.

## Henvisning
- http://mitpress.mit.edu – forlagets hjemmeside. (engelsk)

42°21′43″N 71°5′8″V / 42.36194°N 71.08556°V